# Mild Cognitive Impairment
Mild Cognitive Impairment  (MCI), in italiano compromissione cognitiva lieve, nota anche come  disturbo neurocognitivo minore (nel DSM-5) è una condizione diagnosticata agli individui che hanno deficit cognitivi che sono maggiori rispetto a quelli che statisticamente si possono aspettare per la loro età e istruzione, ma che non interferiscono significativamente con le loro attività giornaliere.
Lo si considera come la frontiera o stato di transizione tra l'invecchiamento normale e la demenza (quest'ultima denominata disturbo neurocognitivo maggiore nel DSM-5). Anche se il MCI si può presentare con una grande varietà di sintomi, quando la perdita di memoria diventa il sintomo predominante spesso lo si definisce "MCI amnestico" (a-MCI) e viene visto frequentemente come un fattore di rischio per la malattia di Alzheimer.
Alcune ricerche suggeriscono che una parte delle persone con MCI tendono a progredire verso una probabile malattia di Alzheimer con un tasso di circa il 10% al 15% per anno.
Altre invece rimangono stabili, senza che si verifichi una conversione in demenza.
Inoltre, quando i pazienti hanno deficit in altre funzioni mentali diverse dalla memoria, il disturbo viene classificato come MCI non-amnestico (na-MCI) e si crede che questi individui possano andare incontro più frequentemente alla conversione in altre forme di demenza (ad es. demenza a corpi di Lewy).

## Diagnosi
La diagnosi di MCI richiede un giudizio clinico molto ponderato attraverso l'osservazione clinica e i test neuropsicologici, a cui si affiancano il neuroimaging e i test ematici (misurazione del ferro, della glicemia, delle vitamine B12, folati, ecc.) per escludere una diagnosi alternativa. Una valutazione complessiva simile la si esegue anche per diagnosticare la malattia di Alzheimer.
La diagnosi di mild cognitive impairment si esegue quando:
1. Esiste evidenza di un consistente deficit cognitivo
2. Le funzioni cognitive generali sono preservate
3. La persona è complessivamente autonoma nelle attività della vita quotidiana

(Arteriosclerotica, Korsakoff, Wernicke)

## Neuropatologia
Esiste una crescente evidenza che suggerisce che anche se i pazienti amnesici con MCI possono non soddisfare i criteri neuropatologici per la malattia di Alzheimer, i pazienti potrebbero trovarsi in uno stato di transizione di una malattia di Alzheimer in evoluzione; i pazienti in questo stato di transizione ipotetico presentavano placche diffuse di amiloide nella neocorteccia e frequenti ammassi neurofibrillari nel lobo temporale mediale.
Si hanno crescenti dimostrazioni di come la risonanza magnetica possa osservare il deterioramento cerebrale, includendo la perdita progressiva di materia grigia nel cervello, dal "mild cognitive impairment" fino alla malattia di Alzheimer conclamata.
Una tecnica nota come la PET con l'aggiunta del tracciante PiB viene utilizzata per mostrare i siti e le forme dei depositi di beta-amiloide nel soggetto vivente utilizzando un marker radioattivo, il carbonio-11 che si lega selettivamente a questo tipo di depositi. Queste tecniche, assieme alla PET con 18F-FDG, possono aiutare grandemente nell'assistenza alla ricerca clinica per ottenere e perfezionare nuove terapie. Nuovi farmaci, marcati con fluoro-18 e quindi più maneggevoli, sono oggi impiegabili in clinica per lo studio delle placche di beta amiloide
Esiste crescente evidenza che una delle aree soggetta per prima alla degenerazione che porta alla malattia di Alzheimer è la corteccia entorinale.

## Terapia
Non esiste alcun trattamento o terapia che si sia dimostrata efficace e/o poco pericoloso per il deterioramento cognitivo lieve (anche se nella pratica clinica si usa prescrivere alte dosi di vitamine del gruppo B: acido folico, cianocobalamina, piridossina, ecc.
Dal momento che la MCI potrebbe rappresentare una sindrome prodromica verso la malattia di Alzheimer clinicamente conclamata, i trattamenti proposti per la malattia di Alzheimer, come gli antiossidanti e gli inibitori dell'acetilcolinesterasi, potrebbero rivelarsi utili. Comunque, alcune potenziali terapie farmacologiche sono ancora sotto indagine. Due farmaci utilizzati nel trattamento della malattia di Alzheimer sono state studiate per la loro capacità di migliorare la MCI oppure di prevenire il progresso verso l'Alzheimer conclamato.
Oggi si conosce che la rivastigmina non si è dimostrata capace di arrestare o rallentare la progressione verso la malattia di Alzheimer oppure di migliorare la memoria in individui con deficit cognitivo lieve, e il donepezil ha mostrato dei benefici minori a corto termine, che però si associavano a significativi effetti collaterali del farmaco.

### Bexarotene (terapia sperimentale)

#### Eliminazione delle placche amiloidi (nei topi)
Una ricerca presso la Case Western Reserve University School of Medicine di Cleveland ha rivelato che il bexarotene ha dimostrato efficacia nel modello murino nella cura dell'Alzheimer, causando nei topi una drammatica riduzione delle placche amiloidi e un miglioramento delle funzioni cognitive. Il farmaco si è rivelato efficace nel ridurre le placche ad una velocità mai raggiunta precedentemente. I primi risultati evidenti si sono verificati fin dalle 6 ore successive alla somministrazione del farmaco. Nelle successive 72 ore dalla somministrazione si era rilevata la cancellazione del 50% delle placche, e la ripresa di certi comportamenti sani e operosi da parte dei topi, come riprendere a costruirsi il nido con dei pezzi di carta.
Sfortunatamente, però, successivi studi non sono stati in grado di replicare i risultati ottenuti in precedenza
Di quattro studi pubblicati da Science il 24 maggio 2013, due hanno riferito una riduzione dell'amiloide solubile e un miglioramento della memoria in un modello di topo.
Uno studio del 2019 su 36 ratti maschi, in cui era stato indotto l'Alzheimer con scopolamina, ha evidenziato un effetto neuroprotettivo e un miglioramento cognitivo (test del labirinto a bracci radiali) a seguito della somministrazione di bexarotene. L'OAB14, derivato del bexarotene, con un buon profilo di sicurezza, ha migliorato il declino cognitivo, la plasticità sinaptica è ridotto le placche di betamiloide in una popolazione murina.

#### Terapia dell'Alzheimer (negli umani)
Essendo il farmaco già testato per l'uso umano, al tempo della prima sperimentazione con esito positivo si prevedeva l'inizio dei test su soggetti umani, entro due mesi da febbraio 2012. Tuttavia, a giugno 2013 tale sperimentazione non è stata effettuata.
Uno studio a doppio cieco condotto nel 2016 su 20 malati di Alzheimer con punteggio del Mini Mental State Examination (MMSE) tra 10 e 20, somministrando 300 mg di bexarotene per 4 settimane, ha dato esito complessivamente negativo.